# Uchū Daikaijū Girara
Uchū Daikaijū Girara (jap. 宇宙大怪獣ギララ) – japoński film typu kaijū z 1967 roku w reżyserii Kazui Nihonmatsu.

## Fabuła
Japonia, nieokreślona przyszłość. W placówce agencji F.A.F.C. (Fuji Astronautical Flight Center) trwają przygotowaniu do lotu na Marsa. Poprzednie próby dotarcia tam nie powiodły, co jest tłumaczone działaniem niezidentyfikowanych sił kosmicznych. W tym celu została zbudowana rakieta kosmiczna AAB-Gamma zasilana napędem nuklearnym opracowanym przez doktora Bermana. W skład załogi AAB-Gamma wchodzą kapitan Sano, niemiecka astrobiolożka Lisa Schneider, lekarz doktor Shioda oraz oficer sygałowy Miyamoto.
Wkrótce AAB-Gamma rozpoczyna swój lot. Na Ziemi doktor Berman mówi doktorowi Kato, iż sygnał radiowy dotychczasowych statków kosmicznych kierujących się na Mars urywał się po kontakcie z tajemniczymi obiektami wypuszczającymi coś w rodzaju magnetyczną burzę. Sugeruje, że to może być sztuczny satelita różnego pochodzenia. Tymczasem w przestrzeni kosmicznej załoga AAB-Gamma dostrzega latający spodek i udaje się za nim w pościg. Jednak po zgubieniu go dostaje rozkaz zatrzymania się na stacji kosmicznej MSC zbudowanej na Księżycu.
Po badaniach, u doktora Shiody zostaje stwierdzona kosmiczna gorączka i ten musi przejść rekonwalescencję. Sano zaś zapoznaje swą załogę ze swoją sympatią Michiko. Wkrótce F.A.F.C. jako zamiennika doktora Shiody wyznacza doktora Steina, który nie wyraża chęci misji na Marsa. Po krótkim odpoczynku załoga AAB-Gamma wraca z Księżyca do kontynuacji misji. W trakcie astronauci słyszą dziwne dźwięki, po czym tworzy się dziura w rakiecie. Po ogarnięciu zamieszania astronauci znów natrafią na ten sam latający spodek. Obiekt ma moc przyciągania. Sano jest zdania, by wyłączyć silniki, by nie marnować paliwa niezbędnego do powrotu, czemu się sprzeciwia doktor Stein. Nie bacząc na argumenty reszty doktor Stein przejmuje panel sterowania sądząc, że ucieknie spodkowi.
Zaniepokojona Michiko prosi o rakietę ratunkową, jednak spotyka się z odmową w obawie o kolejne śmierci. Załoga AAB-Gamma dostrzega na statku dziwne świetliste obiekty. Sato i Lisa idą sprawdzić, czym one są i zabierają jeden z nich. Wkrótce wysłana zostaje rakieta ratunkowa z zamiennikiem paliwa. Po powrocie na Ziemię świetlisty obiekt zostaje poddany kompleksowym badaniom. Podczas relaksowania się do wszystkich dociera telefonicznie informacja, że obiekt wyżarł ścianki w laboratorium. Na miejscu odkryte zostają osad na miejscu obiektu oraz odcisk stopy podobnej do kurzej.
Wkrótce Japonię ogarnia seria awarii prądu. Gdy Sano, Michiko, Lisa i Miyamoto chcą zatrzymać się w hotelu w Hakone, są świadkami jak z pobliskiej doliny wyłania się olbrzymi potwór przypominający krzyżówkę jaszczurki z ptakiem. Pozostawione przez niego ślady są podobne od odcisku kurzej stopy z laboratorium i przyjmuje się, że należą do tej samej istoty. Wkrótce potwór dociera do ewakuowanego Tokio, a wojsko wyraża obawy, że nie zdoła go powstrzymać. Naukowcy F.AF.C. dają potworowi na imię Guilala. Guilala niszczy na swej drodze Tokio mając za nic broń ludzką. Wieści o potworze obiegają cały świat.
Lisa podczas badań wnioskuje, że osad pokrywająca świetlisty obiekt powstała w wyniku supernowej i absorbuje energię. Czując, że to może być klucz do zniszczenia Guilali, doktor Kato zleca Lisie udanie się na Księżyc, by odtworzyć substancję. Dołączają do niej Sano, Miyamoto i Michiko. Do sztabu wojska dochodzi informacja, iż Guilala kieruje poszukiwaniem energii. Tymczasem w stacji MSC trwają próby stworzeniu osadu, nazwanego guilalanium.
Na Ziemi Guilala po zniszczeniu elektrowni atomowej transformuje się w latającą energetyczną kulę i w tej postaci atakuje miasta i wszyscy z niecierpliwością czekają na powrót załogi AAB-Gamma. Tymczasem załoga AAB-Gamma znowu jest na łasce latającego spodku, jednak udaje im się oswobodzić. Guilala dociera do placówki F.A.F.C. i nakazuje się jej ewakuację. W ostatniej chwili wracają na Ziemię astronauci z guilalanium. Podczas ewakuacji Lisa wraca do laboratorium po dokumentację naukową, jednak w wyniku ataku Guilali utyka w nim i wszyscy biegną jej na pomoc. Widząc Guilalę na horyzoncie Sato i Miyamoto odciągają potwora nuklearnym paliwem. To daje możliwość siłom lotniczym do przygotowania guilalanium i wkrótce zrzucają substancję na Guilalę. Potwór w kontakcie z guilalanium wydziela pianę i kurczy się do formy świetlistego obiektu. Obawiając się, że Guilala może wrócić do dawnej formy, rakieta z nim zostaje wysłana w kosmos.  

## Obsada
- Toshiya Wazaki – kapitan K. Sano
- Peggy Neal – Lisa Schneider
- Reiko Mutō – Lisa Schneider (głos)[2]
- Shinichi Yanagizawa – H. Miyamoto
- Itoko Harada – Michiko Tazaki
- Eiji Okada – dr Kato
- Franz Gruber – dr Berman
- Tamio Ōki – dr Berman (głos)[2]
- Mike Daneen – dr Stein
- Teiji Ōmiya – dr Stein (głos)[2]
- Keisuke Sonoi – dr M. Shioda
- Hiroshi Fujioka – korespondent stacji M.S.C. #1
- Sonosuke Oda – korespondent stacji M.S.C. #2
- Ryuji Kita – szef centrum zarządzania kryzysowego
- Takanobu Hozumi – inżynier F.A.F.C.
- Toshiyuki Watanabe – operator F.A.F.C.
- Torahiko Hamada – Kimura

## Premiera
Premiera kinowa odbyła się 25 marca 1967 roku w podwójnym pokazie z Kagaku no kyōi misairu dai sorawotobu.
Film nigdy nie otrzymał oficjalnej polskiej premiery, jednakowo w 1970 roku został wspomniany przez Stanisława Janickiego w miesięczniku „Kino”, gdzie był tytułowany jako Z przestrzeni kosmicznej, a Guilala nazywany „Gujlala” został opisany jako „jaszczur z metalową głową”.